# Medgidia
Medgidia (en romanès pronunciat [me.d͡ʒiˈdi.a]; antiga Karasu o Carasu i després en otomà Medjidiyye; turc modern: Mecidiye o Megidie) és una ciutat del comtat de Constanţa, a la Dobrudja (Romania).
S'han trobat a la regió restes d'establiment neolític. La zona va passar als romans el 46 aC i a la vall del Carasu es va construir una fortalesa que va esdevenir l'embrió d'un establiment. La zona fou envaïda pels otomans el 1417 i colonitzada al llarg del segle xv. L'establiment otomà fou anomenat Karasu (Aigua Negra) i ja apareix en el mapa de Iehuda ben Zara de 1497, i després a les notes de Paolo Girogio de 1590. Evliya Çelebi la va visitar el 1653.
La ciutat de Karasu fou abandonada i una nova població fou fundada pel wali local Said Pasha durant la guerra de Crimea per allotjar els refugiats tàtars i va agafar el nom del sultà regnat Abd al-Medjid (turc modern Abdülmecit). El 1854, pocs mesos després de la seva fundació, tenia unes mil cases acabades, un khan i un mercat. La mesquita es va construir el 1860/1861. En la reorganització administrativa de Rumèlia del 1867 va esdevenir un kada del sandjak de Tuldja de la província (wilayet) de Tuna. La via fèrria de Bucarest a Constanţa va augmentar la seva prosperitat. El tractat de Berlín de 1878 (article 46) la va cedir a Romania junt amb part de la Dobrudja al nord de Silistra.

## Agermanaments
Medgidia està agermanada amb:
- Cahul, Moldàvia
- Favara, Itàlia
- Zhumadian, República Popular de la Xina
- Yalova, Turquia